# Amblystegium rigescens
Amblystegium rigescens är en bladmossart som beskrevs av Limpricht 1897. Amblystegium rigescens ingår i släktet Amblystegium och familjen Amblystegiaceae. Inga underarter finns listade i Catalogue of Life.